# 2012年美國國家棒球名人堂票選
2012年美國國家棒球名人堂票選遵循2010年的修正票選規則。全美棒球記者協會進行年度票選，最後選出貝瑞·拉金。由於2010年7月頒布的入選新制，黃金年代委員會取代了資深選手委員會，他們從1947年到1973年間的總教練、主審和行政人員中進行評選，最後選出羅恩·桑托。大聯盟在2012年7月22日舉辦入選典禮。

## 全美棒球記者協會票選結果
全美棒球記者協會只從1992年以後效力於大聯盟的選手中進行評選，但效力年限只到2006年為止。
每個球員需要獲得至少75%的選票方能入選。本屆票選包含27名球員；總共有573張選票，最終總計投出2921人次，入選名人堂門檻為430票，平均每張選票圈選了5.32人。未達5%得票率的候選人，將被剔除名人堂票選資格。
首次進行票選的球員將以劍標（†）顯示。獲得至少75%以上同意票的入選人以粗體字表示；在未來票選中才入選的候選人以斜體字表示。
| 球員姓名         | 同意票數 | 得票率(%) | 與前一年差距 | 年度   |
| ---------------- | -------- | --------- | ------------ | ------ |
| 貝瑞·拉金        | 495      | 86.4      | ▲0 24.3%     | 第3年  |
| 傑克·莫里斯      | 382      | 66.7      | ▲0 13.1%     | 第13年 |
| 傑夫·巴格威爾    | 321      | 56.0      | ▲0 14.3%     | 第2年  |
| 李·史密斯        | 290      | 50.6      | ▲0 5.3%      | 第10年 |
| 提姆·雷恩斯      | 279      | 48.7      | ▲0 11.2%     | 第5年  |
| 艾蘭·川默        | 211      | 36.8      | ▲0 12.5%     | 第11年 |
| 埃德加·馬丁尼茲  | 209      | 36.5      | ▲0 3.6%      | 第3年  |
| 弗瑞德·麥葛里夫  | 137      | 23.9      | ▲0 6.0%      | 第3年  |
| 賴瑞·沃克        | 131      | 22.9      | ▲0 2.6%      | 第2年  |
| 馬克·麥奎爾      | 112      | 19.5      | ▼0 0.3%      | 第6年  |
| 丹·馬丁利        | 102      | 17.8      | ▲0 4.2%      | 第12年 |
| 戴爾·墨菲        | 83       | 14.5      | ▲0 1.9%      | 第14年 |
| 拉斐爾·帕梅洛    | 72       | 12.6      | ▲0 1.6%      | 第2年  |
| †伯尼·威廉斯     | 55       | 9.6       | -            | 第1年  |
| 璜·岡薩雷茲      | 23       | 4.0       | ▼0 1.2%      | 第2年  |
| †溫尼·卡斯蒂亞   | 6        | 1.0       | -            | 第1年  |
| †提姆·賽門       | 5        | 0.9       | -            | 第1年  |
| †比爾·米爾勒     | 4        | 0.7       | -            | 第1年  |
| †布萊德·拉德克   | 2        | 0.3       | -            | 第1年  |
| †哈維·羅培茲     | 1        | 0.2       | -            | 第1年  |
| †艾瑞克·楊恩     | 1        | 0.2       | -            | 第1年  |
| †傑瑞米·柏尼茲   | 0        | 0.0       | -            | 第1年  |
| †布萊恩·喬丹     | 0        | 0.0       | -            | 第1年  |
| †泰瑞·穆爾霍蘭德 | 0        | 0.0       | -            | 第1年  |
| †菲爾·奈文       | 0        | 0.0       | -            | 第1年  |
| †魯本·席耶拉     | 0        | 0.0       | -            | 第1年  |
| †湯尼·沃馬克     | 0        | 0.0       | -            | 第1年  |

|  | 本屆被選入名人堂，人名以粗體表示。                          |
|  | 本屆未入選但在未來票選中被選入名人堂，人名以斜體表示。      |
|  | 在2013年投票中繼續票選但仍未被選入者。                      |
|  | 在未來BBWAA票選中被剔除，但仍保有未來資深委員會審核的資格。 |

新入選的球員包含20名全明星球員，這20人合計共入選33次明星賽。不過有其中9人沒有在名單上。
這年票選有引發一些爭議，尤其最嚴重的是禁藥使用的球員票選。麥奎爾、巴格威爾、沃克、帕梅洛和岡薩雷茲等人都有陷入一些爭議，導致球迷對於他們的得票引起質疑。以下是引起爭議的球員名單：
- 麥奎爾：他在2010年7月承認自己在職棒生涯期間有使用禁藥。[8]

- 巴格威爾：他雖然從未藥檢未過，但職棒生涯期間一直都和禁藥質疑脫不了關係。[9]

- 沃克：他跟禁藥沒有任何關係，但他生涯多半待在主場有打者天堂之稱的庫爾斯球場的洛磯隊，造成他主客場成績差異過大，因此能否入選名人堂也引發不少質疑聲浪。[10]

- 帕梅洛：他在2005年對類固醇承認陽性反應，而他對使用禁藥一事矢口否認，並聲稱自己是被施打受汙染的B12藥物所致。[11]

- 岡薩雷茲：他在2005年被荷西·坎塞柯點名有使用過禁藥，儘管他本人否認此傳聞，但在2001年的米歇爾報告書中有提到岡薩雷茲和他的訓練員其中一人有使用目前大聯盟已經明令禁止使用的藥物，這也讓他的票選引發一些爭論。[12]

以下球員首次具有票選資格，但並未在名單上：曼尼·亞歷山大、艾德加多·阿方索、佩卓·阿斯塔修、大衛·貝爾、吉奧凡尼·卡拉拉、麥克·德尚、埃納·迪亞茲、喬伊·艾斯奇恩、史考特·艾瑞克森、卡爾·艾佛瑞特、傑夫·法塞羅、艾力士·岡薩雷茲、丹尼·葛拉夫斯、陶德·格林、傑森·葛林姆斯利、克里斯·哈蒙德、瑞克·海林恩、達斯汀·赫曼森、荷西·赫南德茲、陶德·霍蘭德斯沃斯、達米安·傑克森、凱文·賈維斯、史蒂夫·卡塞、提姆·萊克、麥特·勞頓、艾利·馬雷羅、麥克·馬泰尼、昆頓·麥克拉肯、丹·米切利、傑夫·尼爾森、愛德華多·培瑞茲、陶德·普拉特、寇蒂斯·普萊德、喬·蘭達、麥克·雷姆林傑、費利克斯·羅德里奎茲、麥可·塔克、荷西·維茲坎諾、克里斯·威德格、提姆·沃雷爾和埃斯塔班·楊。

## 黃金年代委員會
資深棒球委員會改組後，由黃金年代委員會舉辦票選。他們從1947年到1972年間的棒球人士進行篩選與票選，候選人必須具備以下資格：
1. 球員必須在大聯盟打滿至少10個球季，且退休超過21年。遭到大聯盟除名的球員不可參加票選(如：彼得·羅斯)。
2. 總教練和主審必須要有在大聯盟執教和執法滿10年的經驗，且退休滿超過5年。滿65歲的人在退休6個月後就具有票選資格。
3. 行政人員必須要退休超過5年以上，若未退休，則年齡需滿65歲。
此票選總共16票，候選人需獲得75%的票數(12票)才能入選名人堂。只有前小熊隊球員羅恩·桑托成功入選名人堂。
| 候選人        | 身分別   | 得票數 | 百分比  | 備註   |
| ------------- | -------- | ------ | ------- | ------ |
| 羅恩·桑托     | 球員     | 15     | 93.8%   | [ 15 ] |
| 吉姆·卡特     | 球員     | 10     | 62.5%   | [ 15 ] |
| 吉爾·霍吉斯   | 球員     | 9      | 56.3%   | [ 15 ] |
| 米尼·米諾索   | 球員     | 9      | 56.3%   | [ 15 ] |
| 湯尼·奧利瓦   | 球員     | 8      | 50%     | [ 15 ] |
| 布齊·巴法希   | 行政人員 | < 3    | < 18.8% | [ 15 ] |
| 肯·波耶       | 球員     | < 3    | < 18.8% | [ 15 ] |
| 查理·芬利     | 行政人員 | < 3    | < 18.8% | [ 15 ] |
| 艾利·雷諾斯   | 球員     | < 3    | < 18.8% | [ 15 ] |
| 路易斯·提安特 | 球員     | < 3    | < 18.8% | [ 15 ] |

## J·G·泰勒·史賓克獎
棒球記者鮑伯·艾略特（1934年–2014年）獲選該屆的J·G·泰勒·史賓克獎。

## 福特·C·弗里克獎
大都會隊播報員提姆·麥卡佛（1941年–）獲選該屆的福特·C·弗里克獎。

## 外部連結
- 美國國家棒球名人堂官網 （页面存档备份，存于）
- 棒球名人堂BBWAA票選規則 （页面存档备份，存于）
- 2012年名人堂票選 at www.baseballhalloffame.org